# Luiz Gonçalves Knupp
Dom Luiz Gonçalves Knupp, (Mandaguari, 29 de novembro de 1967) é um bispo católico brasileiro. É o atual bispo diocesano de Três Lagoas, no Mato Grosso do Sul.

## Estudos e presbiterado
Estudou filosofia no Seminário Nossa Senhora da Glória, em Maringá, e teologia no Centro Interdiocesano de Teologia de Cascavel, na Arquidiocese de Cascavel. Ordenou-se padre no dia 24 de abril de 1999.

### Atividades durante o presbiterado
- Administrador paroquial (2000) e depois pároco da Paróquia de Nossa Senhora de Guadalupe, em Maringá (2002-2007).
- Diretor espiritual do Seminário de Teologia, Filosofia e Propedêutico da Arquidiocese de Maringá.
- Administrador paroquial da Paróquia de Nossa Senhora de Fátima (2008).
- Diretor espiritual do Seminário Santíssima Trindade, na Arquidiocese de Maringá, residindo em Londrina.
- Pároco da Paróquia Nossa Senhora de Fátima, em Marialva, na Arquidiocese de Maringá.

## Episcopado
No dia 25 de fevereiro de 2015 o Papa Francisco o nomeou bispo de Três Lagoas. Foi consagrado na Catedral de Maringá em 24 de abril de 2015, tendo como consagrante principal Dom Anuar Battisti, arcebispo de Maringá, e como co-consagrantes Dom Murilo Krieger, arcebispo-primaz do Brasil e vice-presidente da CNBB, e Dom Edmar Peron, bispo-auxiliar de São Paulo.